# 朱幼麟
朱幼麟，SBS，JP（1944年3月5日—），出生於上海，於香港及美國成長，前香港立法會議員，本身是香港自由民主聯會成員，之後隨自民聯與港進聯合併而成為香港協進聯盟成員，後來再因港進聯與民建聯合併，成為民建聯黨員，但其後於2015年退黨。他在1958年隨家人移民美國生活，並入讀波士頓Cambridge Latin High School。十六歲時獲美國東北大學取錄。

## 簡介
朱幼麟在一直循選舉委員會選舉進入立法局及立法會。在擔任議員期間，時有「出位」言行，嗜好甚多，當中包括跳降落傘，因此有飛天朱的稱號。
其妻子何妙馨是恆生銀行其中一位創辦人何添的女兒，曾經擁有馬匹豬小姐。他曾經跟隨香港保釣人士前往釣魚台列島宣示中國對該處的主權，擔任港區全國人大代表期間曾向全國人民代表大會提交了一份有關保衛中國神聖領土釣魚島的文件。

## 要求徹查梁振英女兒行李事件
朱幼麟在2016年因反對梁振英女兒涉使用特權在關內取回行李的處理手法，期間高調參與及出席親泛民主派的工會「香港空勤人員總工會」在機場發起的靜坐，以表達對民航處處理特首梁振英女兒梁頌昕行李事件的不滿。朱幼麟參與機場靜坐，他和航空界的密切關係及建制派背景使他成為傳媒的焦點。
有份參與靜坐的前全國人大代表兼立法會議員朱幼麟表示，懷疑事件涉及濫用特權，認為必須追究到底。朱幼麟指出，參與靜坐是因為他很討厭濫用特權，破壞人人平等的原則。他又說，據悉當日接聽特首電話的前線地勤人員，講電話時「講到流眼淚」，他相信此事是事實，認為應該追究到底。
朱幼麟指，在行李事件上，只想引用前政務司司長唐英年當年在特首選舉論壇指控梁振英的一句「你呃人」，來回應今次「行李事件」，但他說要加多一個字，即「你又呃人」。

## 外部連結
- 朱幼麟網頁[永久]
- 香港立法會—朱幼麟簡介